# Medagliere dei Giochi della XVII Olimpiade
Il medagliere dei Giochi della XVII Olimpiade è una lista che riporta il numero di medaglie ottenute dai comitati olimpici nazionali presenti ai Giochi di Roma 1960, che si sono tenuti dal 25 agosto all'11 settembre 1960. L'Unione Sovietica vinse il medagliere, per la seconda edizione consecutiva, conquistando sia il maggior numero di ori (quarantatré) sia il maggior numero di medaglie complessive (centotre). 
In 150 competizioni di 19 sport, ventitré delegazioni su ottantatré paesi partecipanti hanno vinto almeno una medaglia d'oro e, in totale, quarantaquattro nazioni hanno conquistato almeno una medaglia.
Le delegazioni di Indie Occidentali, Taiwan, Etiopia, Ghana, Iraq, Marocco e Singapore vinsero le prime medaglie nella propria storia olimpica.
La delegazione dell'Italia, paese ospitante, conquistò trentasei medaglie: tredici d'oro, dieci d'argento e tredici di bronzo, piazzandosi al terzo posto nel medagliere dopo URSS e Stati Uniti; fu il miglior risultato nella sua storia, fino a quel momento, sia per numero di ori vinti sia per numero di medaglie complessive conquistate; non segnò invece il miglior piazzamento storico nel medagliere, in quanto ai Giochi di Los Angeles 1932 si era piazzata al secondo posto generale, dietro agli statunitensi.

## Medagliere
La seguente tabella delle medaglie è stilata sulle informazioni fornite dal Comitato Olimpico Internazionale sul proprio sito internet ufficiale, ed è basata sull'ordinamento convenzionale dei medaglieri olimpici, dando precedenza al numero decrescente di medaglie d'oro vinte dagli atleti di una nazione e, successivamente, prendendo in considerazione prima il numero decrescente di medaglie d'argento e dopo il numero decrescente di medaglie di bronzo; se le squadre risultassero ancora in parità, viene assegnata la posizione a pari merito e le delegazioni sarebbero elencate in ordine alfabetico (in base al codice paese del CIO).
A fronte di 150 eventi disputati, nel medagliere risultano assegnate 152 medaglie d'oro, due in più, in quanto le competizioni di volteggio maschile e cavallo con maniglie (entrambe di ginnastica) ebbero dei vincitori ex aequo con lo stesso punteggio di giuria e di conseguenza doppia assegnazione della doppia medaglia d'oro: nel primo caso il sovietico Boris Šachlin e il giapponese Takashi Ono, nel secondo caso ancora Šachlin con il finlandese Eugen Ekman; per questo motivo in tutti e due gli eventi non fu assegnato il secondo posto, e quindi la medaglia d'argento, ma si passò direttamente alla consegna della medaglia di bronzo al terzo classificato. Vi fu anche un caso di pari merito al secondo posto: nel salto in alto femminile di atletica leggera furono medaglia d'argento sia la polacca Jarosława Jóźwiakowska sia la britannica Dorothy Shirley, dietro la rumena Iolanda Balaș (non venne quindi assegnato il bronzo); per la somma dei casi sopra citati, le medaglie d'argento totali dell'edizione furono 149, una in meno degli eventi. Per quanto concerne le medaglie di bronzo, infine, ne furono consegnate 160 (dieci in più) in quanto per contro al mancato terzo posto del salto in alto femminile, vi fu un pari merito sul gradino basso del podio nel concorso di anelli di ginnastica, con doppia medaglia di bronzo ex aequo al bulgaro Velik Kapsazov e al giapponese Takashi Ono, ma soprattutto nelle dieci categorie di pugilato tutti i semifinalisti perdenti ricevettero la medaglia di bronzo, senza dover disputare tra loro una finale di consolazione per l'assegnazione del terzo posto.
  Nazione ospitante 
| Pos.   | Squadra                   | Oro | Argento | Bronzo | Tot. |
| ------ | ------------------------- | --- | ------- | ------ | ---- |
| 1      | Unione Sovietica          | 43  | 29      | 31     | 103  |
| 2      | Stati Uniti               | 34  | 21      | 16     | 71   |
| 3      | Italia                    | 13  | 10      | 13     | 36   |
| 4      | Squadra Unificata Tedesca | 12  | 19      | 11     | 42   |
| 5      | Australia                 | 8   | 8       | 6      | 22   |
| 6      | Turchia                   | 7   | 2       | 0      | 9    |
| 7      | Ungheria                  | 6   | 8       | 7      | 21   |
| 8      | Giappone                  | 4   | 7       | 7      | 18   |
| 9      | Polonia                   | 4   | 6       | 11     | 21   |
| 10     | Cecoslovacchia            | 3   | 2       | 3      | 8    |
| 11     | Romania                   | 3   | 1       | 6      | 10   |
| 12     | Gran Bretagna             | 2   | 6       | 12     | 20   |
| 13     | Danimarca                 | 2   | 3       | 1      | 6    |
| 14     | Nuova Zelanda             | 2   | 0       | 1      | 3    |
| 15     | Bulgaria                  | 1   | 3       | 3      | 7    |
| 16     | Svezia                    | 1   | 2       | 3      | 6    |
| 17     | Finlandia                 | 1   | 1       | 3      | 5    |
| 18     | Austria                   | 1   | 1       | 0      | 2    |
| 18     | Jugoslavia                | 1   | 1       | 0      | 2    |
| 20     | Pakistan                  | 1   | 0       | 1      | 2    |
| 21     | Etiopia                   | 1   | 0       | 0      | 1    |
| 21     | Grecia                    | 1   | 0       | 0      | 1    |
| 21     | Norvegia                  | 1   | 0       | 0      | 1    |
| 24     | Svizzera                  | 0   | 3       | 3      | 6    |
| 25     | Francia                   | 0   | 2       | 3      | 5    |
| 26     | Belgio                    | 0   | 2       | 2      | 4    |
| 27     | Iran                      | 0   | 1       | 3      | 4    |
| 28     | Paesi Bassi               | 0   | 1       | 2      | 3    |
| 28     | Sudafrica                 | 0   | 1       | 2      | 3    |
| 30     | Argentina                 | 0   | 1       | 1      | 2    |
| 30     | Rep. Araba Unita          | 0   | 1       | 1      | 2    |
| 32     | Canada                    | 0   | 1       | 0      | 1    |
| 32     | Ghana                     | 0   | 1       | 0      | 1    |
| 32     | India                     | 0   | 1       | 0      | 1    |
| 32     | Marocco                   | 0   | 1       | 0      | 1    |
| 32     | Portogallo                | 0   | 1       | 0      | 1    |
| 32     | Singapore                 | 0   | 1       | 0      | 1    |
| 32     | Taiwan                    | 0   | 1       | 0      | 1    |
| 39     | Brasile                   | 0   | 0       | 2      | 2    |
| 39     | Indie Occidentali         | 0   | 0       | 2      | 2    |
| 41     | Spagna                    | 0   | 0       | 1      | 1    |
| 41     | Iraq                      | 0   | 0       | 1      | 1    |
| 41     | Messico                   | 0   | 0       | 1      | 1    |
| 41     | Venezuela                 | 0   | 0       | 1      | 1    |
| Totale | Totale                    | 152 | 149     | 160    | 461  |

Nessuna medaglia dei Giochi è stata successivamente ritirata, riassegnata e/o riconsegnata all'atleta/squadra che l'aveva conquistata durante l'evento.
Non ottennero alcuna medaglia le seguenti squadre partecipanti ai Giochi:
- Afghanistan
- Antille Olandesi
- Bahamas
- Bermuda
- Birmania
- Ceylon
- Cile
- Colombia
- Corea del Sud
- Cuba
- Figi
- Filippine
- Guyana britannica

- Haiti
- Hong Kong
- Indonesia
- Irlanda
- Islanda
- Israele
- Kenya
- Libano
- Liberia
- Liechtenstein
- Lussemburgo
- Malesia
- Malta

- Monaco
- Nigeria
- Panama
- Perù
- Porto Rico
- Rhodesia
- San Marino
- Sudan
- Thailandia
- Tunisia
- Uganda
- Uruguay
- Vietnam del Sud